# Cheilosia gorodkovi
Cheilosia gorodkovi är en tvåvingeart som beskrevs av Stackelberg 1963. Cheilosia gorodkovi ingår i släktet örtblomflugor, och familjen blomflugor. Inga underarter finns listade i Catalogue of Life.